# Trzebicz Nowy
Trzebicz Nowy (deutschTrebitscherfeld) ist ein Dorf in der polnischen Woiwodschaft Lebus. Es ist der Stadt-und-Land-Gemeinde (Gmina miejsko-wiejska) Drezdenko (Driesen) angegliedert.

## Geographie

### Geographische Lage
Trzebicz Nowy (Trebitscherfeld) liegt in der Neumark, etwa fünf Kilometer südlich der Netze (Noteċ). Südwestlich der Ortschaft liegen der Rumpinsee (Jezioro Rąpino, im Umland Jezioro Irena benannt) und das Lubiathfließ.

### Gliederung der Ortschaft
Die Ortschaft besteht aus dem Hauptdorf, gelegen südlich der Wojewodschaftsstraße 158 von Drezdenko (Driesen) nach Gorzów Wielkopolski (Landsberg), und dem Weiler Trzebickie Niwy (Trebitscher Tanger) am Rumpinsee, sowie einzelnen Gehöften in den Wäldern.

### Benachbarte Ortschaften
Trzebicz Nowy grenzt an die Ortschaften Osów (Neu Ulm), Trzebicz (Trebitsch), Rąpin (Eschbruch) und Trzebicz Młyn (Trebitschermühle).

## Regelmäßige Veranstaltungen
Mehrere Volksfeste finden im Sommer auf dem Flugplatz statt.

## Wirtschaft und Infrastruktur
Die Ortschaft verfügt über einen privaten Sport- und Notlandeflugplatz.

### Öffentliche Einrichtungen
Katholisches Pfarramt in Trzebicz, Forstamt im Trebitscher Tanger

### Bildung
Grundschule in Trebitsch, Oberschule und Gymnasium in Driesen